# Janusz Zawadzki
Janusz Zawadzki (ur. 27 kwietnia 1931 w Sosnowcu, zm. 19 stycznia 1977 tamże) – polski hokeista, olimpijczyk.
Zawodnik występujący na pozycji obrońcy. Reprezentował kluby: RKU Sosnowiec, Legię Warszawa i Górnika Katowice. Dwukrotnie zdobywał tytuł mistrza Polski, w 1953 z Legią i w 1958 z Górnikiem.
W reprezentacji Polski wystąpił 33 razy. Uczestnik igrzysk olimpijskich w Cortinie d’Ampezzo w 1956. W 1953 zdobył brązowy medal akademickich mistrzostw świata.